# The Thing Which Solomon Overlooked 2
The Thing Which Solomon Overlooked 2 è l'undicesimo album in studio del gruppo musicale giapponese Boris, pubblicato nel 2006.

## Tracce
Lato A
1. No Ones Grieve Part 2 – 8:51
2. Dual Effusion – 10:41

Lato B
1. Merciless – 14:24
2. An Another After Image – 3:05